# Horyn
Die Horyn (ukrainisch Горинь; jiddisch Horin; bzw. belarussisch Haryn) ist ein rechter Nebenfluss des Prypjat im Südwesten der Osteuropäischen Ebene. Der zum Flusssystem des Dneprs gehörende Fluss hat eine Länge von 659 km und entwässert ein Einzugsgebiet von 22.700 km². Sie erreicht eine maximale Breite von 80 m und eine maximale Tiefe von 16 m. Ein bedeutender Nebenfluss ist der Slutsch.

## Verlauf
Die Horyn entspringt auf der Podolischen Platte in der ukrainischen Oblast Ternopil (südlich von Kremenez und nördlich von Ternopil). In ihrem Verlauf fließt sie weiter durch die ukrainischen Oblaste Chmelnyzkyj und Riwne und die belarussische Breszkaja Woblasz, wo sie in den Prypjat mündet. Im Oberlauf fließt sie zunächst auf der Podolischen Platte. Von ihrer Quelle fließt sie bis Isjaslaw in West-Ost-Richtung.
Im beginnenden Mittellauf bildet die Horyn einen S-förmigen Verlauf Richtung Norden (entlang der Städte Isjaslaw, Slawuta und Ostroh) und schneidet somit die Wolhynische Platte. In der Nähe der Stadt Netischyn befindet sich das Kernkraftwerk Chmelnyzkyj, das das Wasser des Flusses zur Kühlung verwendet. Von Ostroh aus fließt sie Richtung Norden bis nach Hoschtscha und kurz vor Kostopil erstmals Richtung Westen. In der Umgebung von Riwne ändert sie zum letzten Mal ihre Fließrichtung. Sie fließt nordöstlich über die Staatsgrenze nach Belarus. Eine Versumpfung findet sich insbesondere im untersten Flussabschnitt, welcher durch die teilweise trockengelegten Pripjetsümpfe fließt. Dieses Gebiet war früher im Frühjahr regelmäßig von Überflutungen betroffen. Der untere Teil des Flusses ist auch von größeren Binnentransportschiffen befahrbar.
Größere Ortschaften am Fluss sind die Städte Isjaslaw, Slawuta, Netischyn, Ostroh, Hoschtscha, Dubrowyzja und Stolin.